# 巴克艾 (印第安納州)
巴克艾（英語：Buckeye）是位於美國印地安納州亨廷頓縣的一個非建制地區。該地的面積和人口皆未知。